# Distrikt San Juan de Iscos
Der Distrikt San Juan de Iscos, alternative Schreibweise Distrikt San Juan de Yscos, liegt in der Provinz Chupaca in der Region Junín in Zentral-Peru. Der Distrikt wurde am 5. September 1940 gegründet. Er besitzt eine Fläche von 25,4 km². Beim Zensus 2017 wurden 2314 Einwohner gezählt. Im Jahr 1993 lag die Einwohnerzahl bei 2598, im Jahr 2007 bei 2332. Sitz der Distriktverwaltung ist die 3240 m hoch gelegene Ortschaft San Juan de Iscos (oder Iscos) mit 671 Einwohnern (Stand 2017). San Juan de Iscos befindet sich 4 km südsüdwestlich der Provinzhauptstadt Chupaca.

## Geographische Lage
Der Distrikt San Juan de Iscos befindet sich im Andenhochland im zentralen Nordosten der Provinz Chupaca.
Der Distrikt San Juan de Iscos grenzt im Südwesten an den Distrikt Yanacancha, im Nordwesten an den Distrikt Ahuac, im Nordosten an den Distrikt Chupaca, im Osten an den Distrikt Tres de Diciembre sowie im Südosten an den Distrikt Chongos Bajo.

## Ortschaften
Im Distrikt gibt es neben dem Hauptort folgende größere Ortschaften:
- Buenos Airea (202 Einwohner)
- Patarcocha (280 Einwohner)
- Tinyari Chico (251 Einwohner)
- Tinyari Grande (473 Einwohner)